# Джумейра
Джумейра (араб. جُمَيْرَا, трансліт. Jumayrā) — прибережний житловий район Дубая, Об'єднані Арабські Емірати, в основному складається з малоповерхових приватних будинків та готелів. Він має як дорогі, так і великі окремі будинки, а також більш скромні таунхауси, побудовані в різних архітектурних стилях. Цей район популярний серед експатріантів, які працюють в еміраті, і знайомий багатьом туристам, які відвідують Дубай.

## Історія

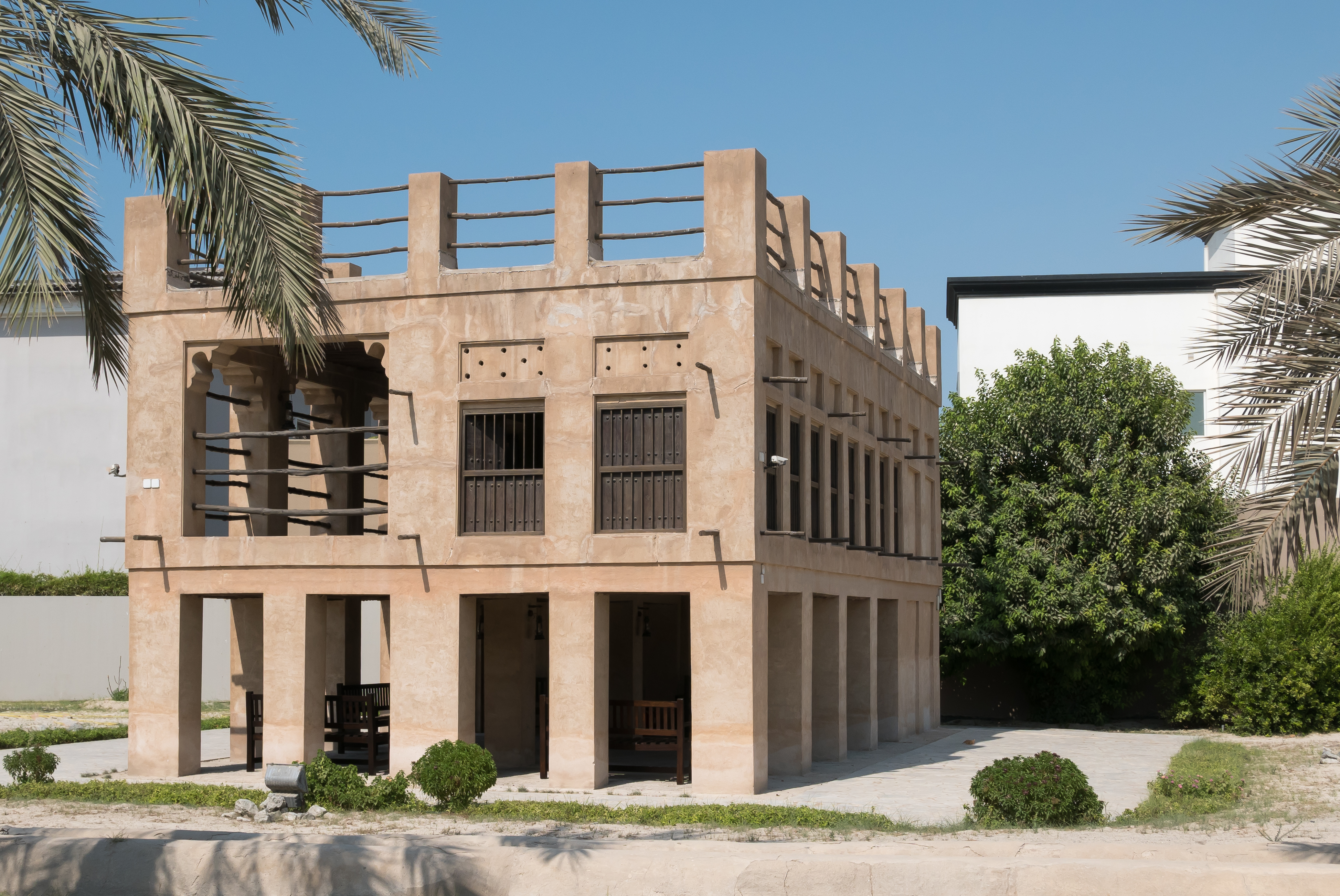
Меджліс Горфат Умм Аль Шейф

Археологічні розкопки на археологічному місці Джумейра, яке було виявлено в 1969 році, показують, що ця територія була заселена ще в епоху Аббасидів, приблизно в 10 столітті нашої ери. Площа близько 80 000 м2 (860 000 кв. футів) лежала вздовж караванного шляху, що з'єднував Індію та Китай з Оманом та Іраком.
Історично жителі Еміратів, які проживали в Джумейрі, були рибалками, ловцями перлів і торговцями. На рубежі 20-го століття це було село з приблизно 45 хатинами арешів (пальмового листя), населене переважно осілими бедуїнами з племен Бані Яс і Манасір. У той час Джумейра знаходився «приблизно в 3 милях на південний захід від міста Дібай».
У наш час (з 1960 року) Джумейра був основним місцем проживання західних експатріантів. Пляжна зона раніше називалася «Чикаго-Біч» як місце колишнього готелю Chicago Beach. Своєрідна назва місцевості походить від Chicago Bridge & Iron Company, яка свого часу зварювала на цьому місці гігантські плавучі танкери для зберігання нафти під назвою «Kazzans». Стара назва збереглася деякий час після того, як старий готель був знесений у 1997 році. «Dubai Chicago Beach Hotel» була публічною назвою проекту для етапу будівництва готелю Burj Al Arab, поки шейх Мохаммед бін Рашид Аль Мактум не оголосив нову назву:Бурдж-ель-Араб. Стара назва збереглася деякий час після того, як старий готель був знесений у 1997 році. «Dubai Chicago Beach Hotel» була назвою публічного проекту для фази будівництва готелю Бурдж-ель-Араб до шейха Мохаммеда ібн Рашида Аль Мактума оголосив нову назву: Бурдж-ель-Араб.
Театр цифрового мистецтва (ToDA) відкрився в 2020 році на ринку Souk Madinat в Джумейрі як виставковий простір для цифрового мистецтва.

### Археологічна пам'ятка
- Jumeirah Archaeological Site [Архівовано 25 квітня 2014 у Wayback Machine.],
- Lonelyplanet website [Архівовано 25 квітня 2016 у Wayback Machine.]

### Меджліс Горфат Умм аль-Шейф
- Majlis Ghorfat Umm Al Sheif [Архівовано 25 квітня 2014 у Wayback Machine.]